# Oe-Cusse Ambeno
Oe-Cusse Ambeno (ook Oecusse, Oecussi, Ocussi, Oekussi, Oekusi, Okusi, Oé-Cusse) is een speciale bestuurlijke regio van Oost-Timor en tegelijkertijd een kustexclave in het westelijke, tot Indonesië behorende deel van Timor. De hoofdstad van de gemeente is Pante Macassar (in de Portugese koloniale periode Vila Taveiro genaamd), ook Oecussi-stad genoemd. De gemeente is 815 km² groot, en telt 68.913 inwoners (2015).
Het was in Pante Macassar dat een Indonesische vijfde colonne na het vertrek van de Portugezen de vlag van Indonesië hees, en op 29 november 1975 de controle over de exclave overnam, een week voor de Indonesische invasie van Oost-Timor. Zelfs ten tijde van de Indonesische bezetting werd de exclave echter als een deel van de provincie Oost-Timor beschouwd, en dus niet van de provincie Nusa Tenggara Timur waartoe West-Timor behoorde. Op 20 mei 2002 werd Oe-Cusse Ambeno onderdeel van de nieuwe gevormde onafhankelijke staat Oost-Timor.

## Bevolking
Volgens een telling uit 2015 telt de gemeente Oe-Cusse Ambeno 68.913 inwoners en 14.345 huishoudens. Gemiddeld bestaat een huishouden uit 4,8 personen. Ongeveer 70% van de bevolking is geletterd.
Ongeveer 42% van de bevolking is jonger dan 15, terwijl 10% van de bevolking 60 jaar of ouder is. De gemiddelde leeftijd van de bevolking bedraagt 19 jaar. In 2015 bedroeg het gemiddeld kindertal per vrouw zo’n 4,2 kinderen, een fikse daling vergeleken met 6,9 kinderen per vrouw in 2004.